# Philippa Whitford

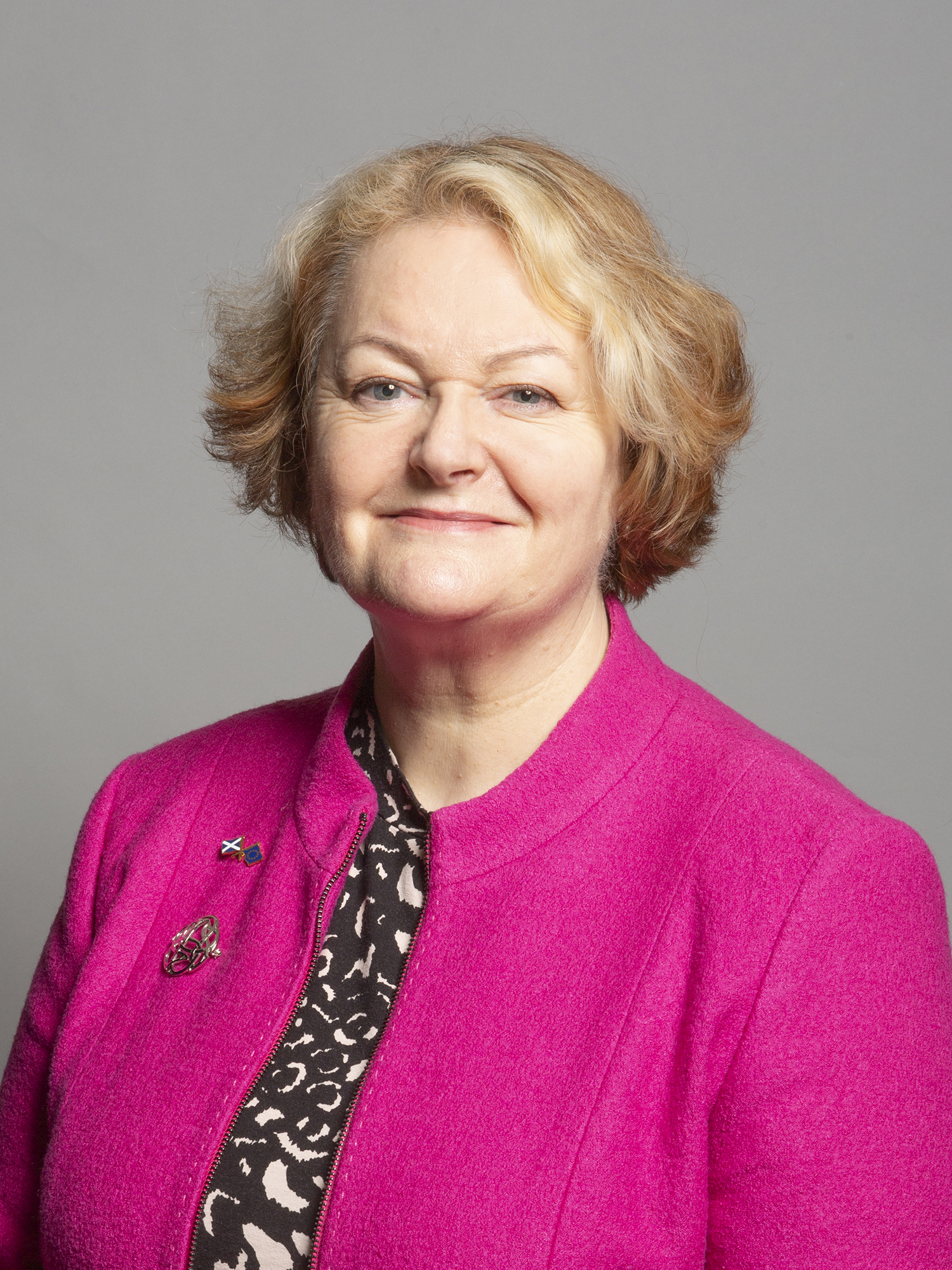
Philippa Whitford

Philippa Whitford (* 24. Dezember 1958 in Belfast) ist eine britische Politikerin der Scottish National Party (SNP).

## Leben
Whitford wurde 1958 in der nordirischen Hauptstadt Belfast geboren. Im Alter von zehn Jahren zog sie mit ihrer Familie nach Schottland. Die promovierte Medizinerin studierte an der Universität Glasgow. Für ihre chirurgische Ausbildung ging Whitford zunächst für ein Jahr nach Belfast und setzte sie dann an verschiedenen Standorten im Südwesten Schottlands fort. Anfang der 1990er Jahre schloss sie sich einer medizinischen Hilfseinheit im Gazastreifen an. Nach ihrer Rückkehr nach Schottland war Whitford zunächst in Aberdeen tätig und wechselte dann an das Crosshouse Hospital in Kilmarnock. Whitford lebt in Troon.

## Politischer Werdegang
Bei den britischen Unterhauswahlen 2015 kandidierte Whitford für die SNP im Wahlkreis Central Ayrshire. Sie trat dabei gegen den Labour-Abgeordneten Brian Donohoe an, welcher den Wahlkreis seit seiner Einführung 2005 im britischen Unterhaus vertrat. Nach massiven Stimmgewinnen der SNP bei diesen Wahlen, erreichte Whitford den höchsten Stimmenanteil und zog in der Folge erstmals in das House of Commons ein. Sie ist Mitglied des Gesundheitsausschusses Trotz Stimmverlusten konnte Whitford ihr Mandat bei den Unterhauswahlen 2017 knapp vor dem konservativen Herausforderer behaupten. Auch 2019 wurde sie wiedergewählt. Seit Dezember 2022 ist sie SNP-Sprecherin für Schottland im britischen Unterhaus.